# Chigorodó
Chigorodó es un municipio de Colombia, localizado en la subregión de Urabá en el departamento de Antioquia. Limita por el norte con el municipio de Carepa, por el este con el departamento de Córdoba, por el sur con los municipios de Mutatá y Turbo y por el oeste con el municipio de Turbo. Su cabecera dista 306 kilómetros de la ciudad de Medellín, capital del departamento de Antioquia. Su extensión es de 685 kilómetros cuadrados.

## Toponimia
El nombre “Chigorodó” significa en el dialecto indígena (Chigoro = Guaduas, y Do = Río), es decir, Río de Guaduas. Hacia 1878 se llamó "Nombre de Dios". También se ha llamado "El Crucero".

## Historia
No existen muchos documentos certificados sobre los inicios de este municipio, a no ser por las crónicas generales de toda la región donde está asentado, Urabá. Se sabe que fue una región típica de conquistadores e indígenas peleando codo a codo. Cuando comenzó a organizarse la Colombia actual, eso sí se conoce, Chigorodó pertenecía al distrito o municipio de Turbo. 
Existen registros de que en 1912 se produjo una ordenanza del gobierno de la Provincia de Antioquia, la número 10 del citado año, cuando el gobernador Clodomiro Ramírez ordenó separar de Turbo una franja de tierra del río Juradó para ser agregada al río Pavarandocito. Fue en estas fecha, separación y ordenanza, cuando fue creado oficialmente el municipio de Chigorodó.
“Chigorodó” significa, en lenguaje indígena, “Río de Guaduas”, o del Emberá katío chihgoró (batata) y do (río), "Río de las batatas". Este poblado, hacia 1878, se llamó también Nombre de Dios. También se ha llamado “El Crucero”. Que se sepa, en los años de 1880 y hasta 1910, algunos explotadores de tagua se asientan en Chigorodó.
En 1915, la ordenanza 52 del 27 de abril erige en categoría de municipio a la localidad de Chigorodó. En este año, ante la disminución de la explotación de la tagua, sus habitantes emigran a otras zonas y se comienza a cultivar en la zona arroz y cacao, y es también en esta época cuando comienza en el lugar la explotación de la madera.
En la actualidad, Chigorodó sigue siendo ese municipio caluroso pero con grandes ríos frescos en los que es posible nadar o hacer recorridos en bote. A su lado se levanta la Serranía de Abibe, gran reserva hídrica de la subregión Urabá. Su economía depende del banano, uno de los principales productos de exportación de Colombia, y de la ganadería, que atrae a muchos visitantes a sus tradicionales subastas, las más concurridas de toda la región.

## División Político-Administrativa
Además de su Cabecera municipal. Chigorodó tiene bajo su jurisdicción el siguiente corregimiento (de acuerdo a la Gerencia departamental):
| Corregimiento  | Centros Poblados | Veredas                                                               |
| Barranquillita | - Barranquillita | El Dos, Guapá Carretera, Guapá León, Juradó, La Indias, Las Mercedes. |

## Generalidades
- Fundación, 28 de febrero de 1878
- Erección en municipio, ordenanza 25 de abril de 1915
- Fundadores: José de los Santos Zúñiga, María Paredes, Celestino Díaz y Manuel Correa
- Apelativo: Eje cultural de Urabá.

## Demografía
Población Total: 57 375 hab. (2018)
- Población Urbana: 47 046
- Población Rural: 10 329

Alfabetismo: 82.1% (2005)
- Zona urbana: 84.4%
- Zona rural: 69.1%

### Etnografía
Según las cifras presentadas por el DANE del censo 2005, la composición etnográfica del municipio es: 
- Mestizos & Blancos (58,5%)
- Afrocolombianos (38,1%)
- Indígenas (3,4%)

## Vías de acceso
Tiene comunicación por carretera pavimentada con los municipios de Carepa y Mutatá, y por carretera destapada con los caseríos de El Congo, y Quebrada Honda. 
Tuvo un pequeño aeropuerto el cual fue trasladado al municipio de Apartadó; actualmente, Aeropuerto Antonio Roldán Betancourt.

## Economía
- Agricultura: Banano, Arroz, Plátano, Maíz, Yuca, palma de aceite, cacao y piña.
- Ganadería
- Minería
- Artesanías: La comunidad produce canastas y molas de los indígenas catíos y las cucharas llamadas cucas

## Fiestas
- Fiestas ecológicas del Río de Guaduas en marzo.
- Feria Agroindustrial y Artesanal, primera semana de abril, fiesta emblemática
- Fiestas de San Sebastián, en enero.

## Sitios de interés
Patrimonio histórico artístico:
- Parque educativo Rio de guaduas
- Parque principal Los Fundadores
- Iglesia de San Sebastián
- Casa de la Cultura Jaime Ortiz Betancur
- Busto a José de los Santos Zúñiga, fundador.
- Parque Lineal.
- ILUR Unidad de servicios. Piscina y Camping.
- Hotel Las Guaduas.
- Iglesia Católica Maria Auxiliadora.

Destinos ecológicos:
- Finca ganadera Pasatiempo
- Puente Colgante
- Playas del Río Chigorodó
- El Gran Chaparral, paraje para camping y pesca deportiva
- Zona Bananera; se aprecia la intimidad de esta industria
- Ríos León y Guapá, ecoturismo
- Serranía de Abibe; nacimiento de 28 ríos, y hogar de cientos de especies de fauna y flora, muchos de ellos en vía de extinción.

## Instituciones educativas sobresalientes
- 1. Liceo Municipal José de los Santos Zúñiga. perteneciente al estado.
- 2. Institución Educativa Gonzalo Mejía. Perteneciente al Estado.
- 3. Institución Educativa Agrícola De Urabá. Perteneciente al Estado.
- 4. Institución Educativa María Auxiliadora. Perteneciente al Estado.
- 5. Institución Educativa Los Andes. Perteneciente al Estado
- 6. Institución Educativa Chigorodó (llamada anteriormente Concentración). Perteneciente al Estado.
- 7. Colegio Diocesano Laura Montoya. Perteneciente a la Diócesis de Apartadó. Jurisdicción de las instituciones educativas La Salle.
- 8. Institución Educativa Juan Evangelista Berrío. Perteneciente al Estado
- 9.Institución educativa barranquillita, perteneciente al estado.
- 10. Institución educativa rual Nel Upegui, perteneciente al estado
- 11. Institución educativa rural indigenista Polines. Perteneciente al estado, pero con jurisdicción indígena.
- 12. Centro Educativo Rural el Bijao